# Johannes de Buchwald
Johannes de Buchwald (født 7. april 1658 i Meldorf, Ditmarsken, død 24. oktober 1738 i København) var en dansk læge og professor ved Københavns Universitet.
Buchwald begyndte tidlig at lære kirurgi hos sin morbroder, Nils Boie, der var amtsmester i København. 1680 blev han bartskærsvend. Han begav sig derefter på den sædvanlige 4-årige udenlandsrejse, som bartskærsvendene plejede at foretage, og studerede alle vegne, hvor han kom, med iver kirurgi.
1683 kom han tilbage, blev skibskirurg, men rejste snart igen til udlandet, hvor han ikke alene studerede kirurgi, men også medicin. 1689 blev han amtsmester i Købehavn, samtidig kirurg ved Kvæsthuset og vandt snart navn som en anset operatør. 1692 blev han livkirurg hos kronprinsen og fik som sådan atter lejlighed til at rejse. Endelig rejste han 1697 igen til Leyden, hvor han lod sig immatrikulere og kreere til licentiat. Han kom nu atter hjem, men var så forsigtig ikke straks at disputere for doktorgraden, men studerede tre år ved Københavns Universitet, inden han 1700 lod sig kreere til doktor.
Han blev derpå overmedikus på Kvæsthuset, 1707 kongelig livlæge, 1711 øverste feltmedikus, 1717 justitsråd og samme år professor ved universitet efter en sejrrig konkurrence.
At Buchwald har været en ualmindelig dygtig og energisk mand, fremgår tilstrækkelig af hele hans liv, der på den tid er noget ganske enestående. At en kirurg blev professor ved universitetet måtte nødvendigvis virke heldig på dette, for resultatet var, at kirurgi blev doceret ved universitetet, ikke blot på den højst overfladiske måde, hvorpå "de lærde" læger kunne gøre det, men således, at de studerende virkelig kom til at stifte bekendtskab med kirurgien. Dertil kom, at Buchwald interesserede sig meget for fødselsvidenskab og begyndte at docere denne specialitet, hvilket senere fortsattes af hans søn, Balthazar Johannes de Buchwald, der fulgte ham i professoratet, hvorved grunden lagdes til den interesse for denne gren af videnskaben, der førte til, at Danmark i den sidste halvdel af 1700-tallet fik et par af datidens betydeligste fødselshjælpere, Christian Johann Berger og Matthias Saxtorph.
Allerede 1713 havde Buchwald medvirket til oprettelse af jordemoderkommissionen. At Buchwald var en betydelig mand, fremgår også af, at han var en ven af den berømte anatom Jaques Benigne Winsløw, der på grund af sin katolske tro måtte forlade Danmark og blev professor i Paris.
Ganske særlig synes Buchwald at have haft interesse for botanik, men hvad han har præsteret i denne retning, et stort værk med tørrede planter i, er kritiseret meget skarpt og viser, at hans kundskaber på dette område har været ret mangelfulde.
Barbermanererne kunde Buchwald dog ikke ryste af sig, og han blev tit hånet, ikke mindst af Ludvig Holberg, der sigter til Buchwald, når han i Peder Paars beskriver Jens Blok.